# Řád za chrabrost (Bulharsko)
Řád za chrabrost (bulharsky: Орден „За Храброст“) bylo státní vyznamenání Bulharské lidové republiky založené roku 1948. Udílen byl za odvahu a statečnost projevenou na bojišti v době války a za ochranu integrity státu a veřejné bezpečnosti státu v době míru.

## Historie a pravidla udílení
Řád byl založen výnosem Národním shromážděním č. 960 ze dne 15. června 1948 a udílen byl za odvahu a statečnost projevenou na bojišti v době války a za ochranu integrity státu a veřejné bezpečnosti státu v době míru.
Řád navazoval na zrušený Královský řád za chrabrost založený roku 1880 v dobách Bulharského knížectví. V roce 1948 byl řád z doby monarchie zrušen a založen řád nový s upraveným statutem.
Řád byl udílen pouze ve výjimečných případech a až do zrušení řádu dne 5. dubna 1991 byl udělen pouze řád III. třídy a to ve 40 případech. Řád I. a II. třídy nikdy udělen nebyl.

## Insignie
Řádový odznak měl tvar pěticípé hvězdy položené na vavřínovém věnci a dvou zkřížených mečích směřujících hroty vzhůru. Uprostřed hvězdy byl bulharský lev otočený doleva. Ve spodní části medaile mezi dvěma rameny hvězdy byla stuha s nápisem v cyrilici За храброст (za chrabrost). Odznak řádu I. třídy byl vyroben ze žlutého kovu s hvězdou pokrytou červeným smaltem. U odznaku II. třídy byl kov bílý, s výjimkou hvězdy a stuhy s nápisem, které byly ze žlutého kovu. Hvězda byla také červeně smaltovaná. V případě III. třídy byl celý odznak vyroben ze žlutého kovu bez smaltu. Průměr hvězdy I. a II. třídy byl 46 mm a u III. třídy 40 mm. Zadní strana byla hladká nebo se sériovým číslem medaile.
Řád se nosil na stuze pokrývající kovovou destičku ve tvaru pětiúhelníku nalevo na hrudi. Barva stuhy byla tmavě červená.

## Třídy
Řád byl udílen ve třech třídách:
- I. třída
- II. třída
- III. třída